# Panamerikanische Schachmeisterschaft
Die panamerikanische Einzelmeisterschaft (englisch Pan American Chess Championship; American continental Championship) ist ein Schachturnier, das zum ersten Mal im Jahr 1945 in Hollywood ausgetragen wurde.

## Sieger
| Pan American Championship | Pan American Championship | Pan American Championship | Pan American Championship                  |
| Nr.                       | Jahr                      | Stadt                     | Platz 1                                    |
| ------------------------- | ------------------------- | ------------------------- | ------------------------------------------ |
| 1                         | 1945                      | Hollywood                 | Samuel Reshevsky ( Vereinigte Staaten)     |
| 2                         | 1954                      | Los Angeles               | Arthur Bisguier ( Vereinigte Staaten)      |
| 3                         | 1958                      | Bogotá                    | Óscar Panno ( Argentinien)                 |
| 4                         | 1963                      | Havanna                   | Eleazar Jiménez Zerquera ( Kuba)           |
| 5                         | 1966                      | Havanna                   | Eleazar Jiménez Zerquera ( Kuba)           |
| 6                         | 1968                      | Cárdenas                  | Silvino García Martínez ( Kuba)            |
| 7                         | 1970                      | Havanna                   | Eleazar Jiménez Zerquera ( Kuba)           |
| 8                         | 1974                      | Winnipeg                  | Walter Browne ( Vereinigte Staaten)        |
| 9                         | 1977                      | Santa Cruz                | Herman Claudius van Riemsdijk ( Brasilien) |
| 10                        | 1981                      | San Pedro                 | Zenón Franco Ocampos ( Paraguay)           |
| 11                        | 1987                      | La Paz                    | Pablo Ricardi ( Argentinien)               |
| 12                        | 1988                      | Havanna                   | Juan Borges Matos ( Kuba)                  |
| 13                        | 1998                      | San Felipe                | Alexander Ivanov ( Vereinigte Staaten)     |

| American Continental Chess Championship | American Continental Chess Championship | American Continental Chess Championship | American Continental Chess Championship                                 |
| Nr.                                     | Jahr                                    | Stadt                                   | Platz 1                                                                 |
| --------------------------------------- | --------------------------------------- | --------------------------------------- | ----------------------------------------------------------------------- |
| 14                                      | 2001                                    | Cali                                    | Alex Yermolinsky ( Vereinigte Staaten)                                  |
| 15                                      | 2003                                    | Buenos Aires                            | Alexander Goldin ( Vereinigte Staaten)                                  |
| 16                                      | 2005                                    | Buenos Aires                            | Lázaro Bruzón ( Kuba)                                                   |
| 17                                      | 2007                                    | Cali                                    | Julio Ernesto Granda Zúñiga ( Peru)                                     |
|                                         | 2008                                    | Boca Raton                              | Jaan Ehlvest ( Vereinigte Staaten)                                      |
| 19                                      | 2009                                    | São Paulo                               | Alexander Shabalov ( Vereinigte Staaten) Fidel Corrales Jimenez ( Kuba) |
|                                         | 2010                                    | Cali                                    | Sergio Andrés Sanabria Rangel ( Kolumbien)                              |
| 21                                      | 2011                                    | Toluca de Lerdo                         | Lázaro Bruzón ( Kuba)                                                   |
| 22                                      | 2012                                    | Mar del Plata                           | Julio Ernesto Granda Zúñiga ( Peru)                                     |
| 23                                      | 2013                                    | Cochabamba                              | Julio Ernesto Granda Zúñiga ( Peru)                                     |
| 24                                      | 2014                                    | Praia da Pipa                           | Julio Ernesto Granda Zúñiga ( Peru)                                     |
| 25                                      | 2015                                    | Montevideo                              | Sandro Mareco ( Argentinien)                                            |
| 26                                      | 2016                                    | San Salvador                            | Emilio Córdova ( Peru)                                                  |
| 27                                      | 2017                                    | Medellín                                | Samuel Sevian ( Vereinigte Staaten)                                     |
|                                         | 2018                                    | Montevideo                              | Samuel Shankland ( Vereinigte Staaten)                                  |
|                                         | 2019                                    | São Paulo                               | Eduardo Iturrizaga ( Venezuela)                                         |
|                                         | 2022                                    | San Salvador                            | Timur Gareyev ( Vereinigte Staaten)                                     |
|                                         | 2023                                    | Juan Dolio                              | Georg Meier ( Uruguay)                                                  |
|                                         | 2024                                    | Medellín                                | Roberto García Pantoja ( Kolumbien)                                     |
|                                         | 2025                                    | Foz do Iguaçu                           | Samuel Shankland ( Vereinigte Staaten)                                  |

## Sieger der Frauen
| Pan American Women’s Championship | Pan American Women’s Championship | Pan American Women’s Championship | Pan American Women’s Championship          |
| Nr.                               | Jahr                              | Stadt                             | Platz 1                                    |
| --------------------------------- | --------------------------------- | --------------------------------- | ------------------------------------------ |
| 1                                 | 1980                              | Córdoba                           | Edith Soppe ( Argentinien)                 |
| 2                                 | 1996                              | Bogotá                            | Vivian Ramón ( Kuba)                       |
| 3                                 | 1997                              | Mérida                            | Claudia Amura ( Argentinien)               |
| 4                                 | 1998                              | San Felipe                        | Sabina Hernández Penna ( Argentinien)      |
| 5                                 | 1999                              | San Felipe                        | Yadira Hernández ( Mexiko)                 |
| 6                                 | 2000                              | Mérida                            | Maritza Arribas Robaina ( Kuba)            |
| 7                                 | 2006                              | San Salvador                      | Sulennis Piña Vega ( Kuba)                 |
| 8                                 | 2008                              | San Salvador                      | Zirka Frometa ( Kuba)                      |
| 9                                 | 2010                              | Campinas                          | Yanira Vigoa ( Kuba)                       |
| 10                                | 2012                              | Montevideo                        | Carla Heredia Serrano ( Ecuador)           |
| 11                                | 2014                              | Palmira                           | Beatriz Irene Franco Valencia ( Kolumbien) |
| 12                                | 2016                              | Manzanillo                        | Deysi Cori ( Peru)                         |

| American Continental Women’s Championship | American Continental Women’s Championship | American Continental Women’s Championship | American Continental Women’s Championship |
| Nr.                                       | Jahr                                      | Stadt                                     | Platz 1                                   |
| ----------------------------------------- | ----------------------------------------- | ----------------------------------------- | ----------------------------------------- |
| 1                                         | 2001                                      | Mérida                                    | Sulennis Piña Vega ( Kuba)                |
| 2                                         | 2003                                      | San Cristóbal                             | Rusudan Goletiani ( Vereinigte Staaten)   |
| 3                                         | 2005                                      | Guatemala-Stadt                           | Sulennis Piña Vega ( Kuba)                |
| 4                                         | 2007                                      | Embalse Potrero de los Funes              | Sarai Sanchez Castillo ( Venezuela)       |
| 5                                         | 2009                                      | Cali                                      | Martha Fierro ( Ecuador)                  |
| 6                                         | 2011                                      | Guayaquil                                 | Deysi Cori ( Peru)                        |
| 7                                         | 2014                                      | Buenos Aires                              | Carolina Luján ( Argentinien)             |
| 8                                         | 2016                                      | Lima                                      | Deysi Cori ( Peru)                        |
| 9                                         | 2017                                      | Villa Martelli                            | Deysi Cori ( Peru)                        |
| 10                                        | 2018                                      | Envigado                                  | Deysi Cori ( Peru)                        |

### Pan-American Chess Championship
- 1st Hollywood Pan-American Chess Championship :: Hollywood, Los Angeles 1945
- 2nd Hollywood Pan-American Chess Championship :: Hollywood, Los Angeles 1954
- 3rd Pan-American Chess Championship :: Bogota 1958
- 4th Pan-American Chess Championship :: Havana 1963
- 5th Pan-American Chess Championship :: Havana 1966
- 6th Pan-American Chess Championship :: Cárdenas 1968
- 7th Pan-American Chess Championship :: Havana 1970
- 8th Pan-American Chess Championship :: Winnipeg 1974
- 9th Pan-American Chess Championship :: Santa Cruz 1977
- 10th Pan-American Chess Championship :: San Pedro de Jujuy 1981
- 11th Pan-American Chess Championship :: La Paz 1987
- 12th Pan-American Chess Championship :: Havana 1988
- 13th Pan-American Chess Championship :: San Felipe 1998
- 14th Pan-American Chess Championship :: Cali 2001
- 15th Pan-American Chess Championship :: Buenos Aires 2003

### American Continental Chess Championship
- 16th American Continental Chess Championship :: Buenos Aires 2005
- 17th American Continental Chess Championship :: Cali 2007
- 14th Pan-American Chess Championship :: Boca Raton, FL 2008
- 19th American Continental Championship :: São Paulo 2009
- 15th Pan-American Chess Championship :: Cali 2010
- 21st American Continental Championship :: Toluca 2011
- 22nd American Continental Championship :: Mar del Plata 2012
- 23rd American Continental Championship :: Cochabamba 2013
- 24th American Continental Chess Championship :: Praia da Pipa 2014
- 25th American Continental Chess Championship :: Montevideo 2015
- 26th American Continental Chess Championship :: San Salvador 2016
- 27th American Continental Chess Championship :: Medellin 2017
- XIII American Continental Classical Championship 2018
- XIV American Continental Chess Championship 2019

### Pan American Women’s Championship
- 1st Pan-American Chess Championship (women) :: Córdoba 1980
- 2nd Pan-American Chess Championship (women) :: Bogota 1996
- 3rd Pan-American Chess Championship (women) :: Mérida 1997
- 4th Pan-American Chess Championship (women) :: San Felipe 1998
- 5th Pan-American Chess Championship (women) :: San Felipe 1999
- 6th Pan-American Chess Championship (women) :: Mérida 2000
- 7th Pan-American Chess Championship (women) :: San Salvador 2006
- 8th Pan-American Chess Championship (women) :: San Salvador 2008
- 9th Pan-American Chess Championship (women) :: Campinas, São Paulo 2010
- 10th Pan-American Chess Championship (women) :: Montevideo 2012
- 11th Pan-American Chess Championship (women) :: Palmira 2014
- 12th Pan-American Chess Championship (women) :: Manzanillo 2016

### American Continental Women’s Championship
- 1st American Continental Chess Championship (women) :: Mérida 2001
- 2nd American Continental Chess Championship (women) :: San Cristóbal 2003
- 3rd American Continental Chess Championship (women) :: Guatemala city 2005
- 4th American Continental Chess Championship (women) :: San Luis 2007
- 5th American Continental Chess Championship (women) :: Cali 2009
- 6th American Continental Chess Championship (women) :: Durán 2011
- 7th American Continental Chess Championship (women) :: Buenos Aires 2014
- 8th American Continental Chess Championship (women) :: Lima 2016
- 9th American Continental Chess Championship (women) :: Villa Martelli 2017